# Waikīkī
Waikīkī (deutsch meist Waikiki) ist ein Stadtteil von Honolulu, im Süden von Oʻahu, einer der Hawaii-Inseln, und hat mit dem gleichnamigen Waikīkī-Strand einen der berühmtesten Strände der Welt. Waikīkī erstreckt sich entlang der Küste im Südosten Honolulus bis zum Diamond Head. Die nördliche Grenze bildet der Kanal Ala Wai.
Waikīkī bedeutet in der Sprache der Ureinwohner „sprudelndes Frischwasser“ und meint die Quellen und Flüsse, die die Feuchtgebiete speisten, die Waikīkī ehemals vom Landesinneren trennten.
Ursprünglich war Waikīkī ein Rückzugsort für Angehörige der königlichen Familie Hawaiis im 19. Jahrhundert, welche dort Wellenreiten lernten. Erste kleinere Hotels wurden gegen 1880 gebaut. Waikīkī hat sich mit mehreren renommierten Hotels (u. a. das Royal Hawaiian Hotel) zu einer touristischen Hochburg Hawaiis entwickelt.
Die Hauptgeschäftsstraße von Waikīkī ist die Kalākaua Avenue, die nach König David Kalākaua benannt wurde. An dieser Straße liegen auch die größten Hotels der Stadt. Am östlichen Ende, kurz vor Diamond Head, befindet sich der Honolulu Zoo. Berühmt ist der Strandabschnitt Waikīkī Beach, auf dem sich eine Statue des hawaiischen Sportstars Duke Kahanamoku befindet.

## Galerie

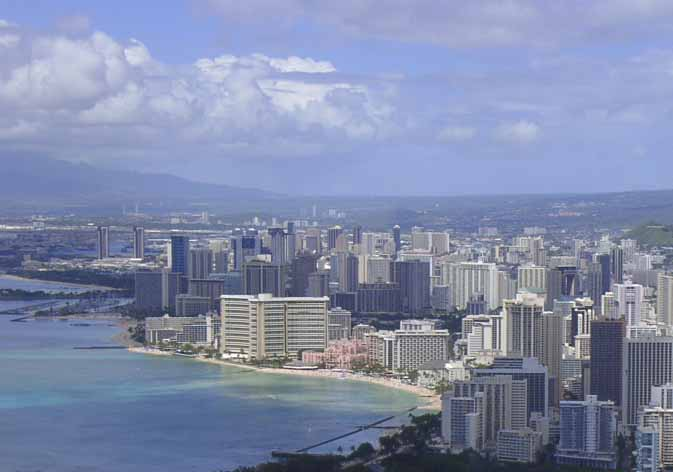
Blick über Honolulu
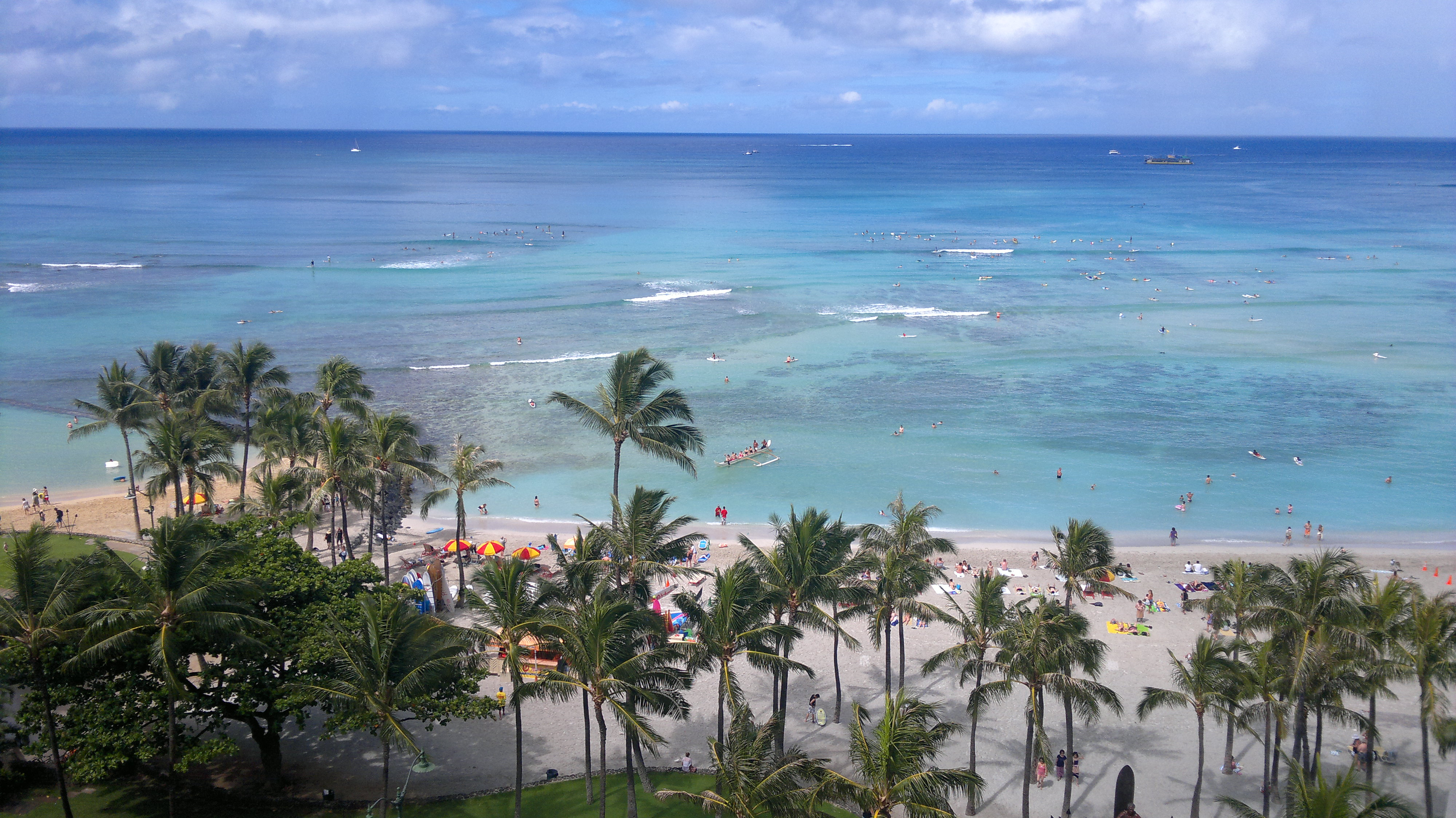
Der Strand von Waikīkī mit Blickrichtung zum Pazifik
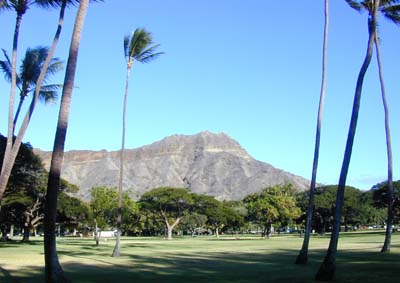
Waikīkī wird im Osten vom Diamond Head, einer Tuffsteinformation, dominiert
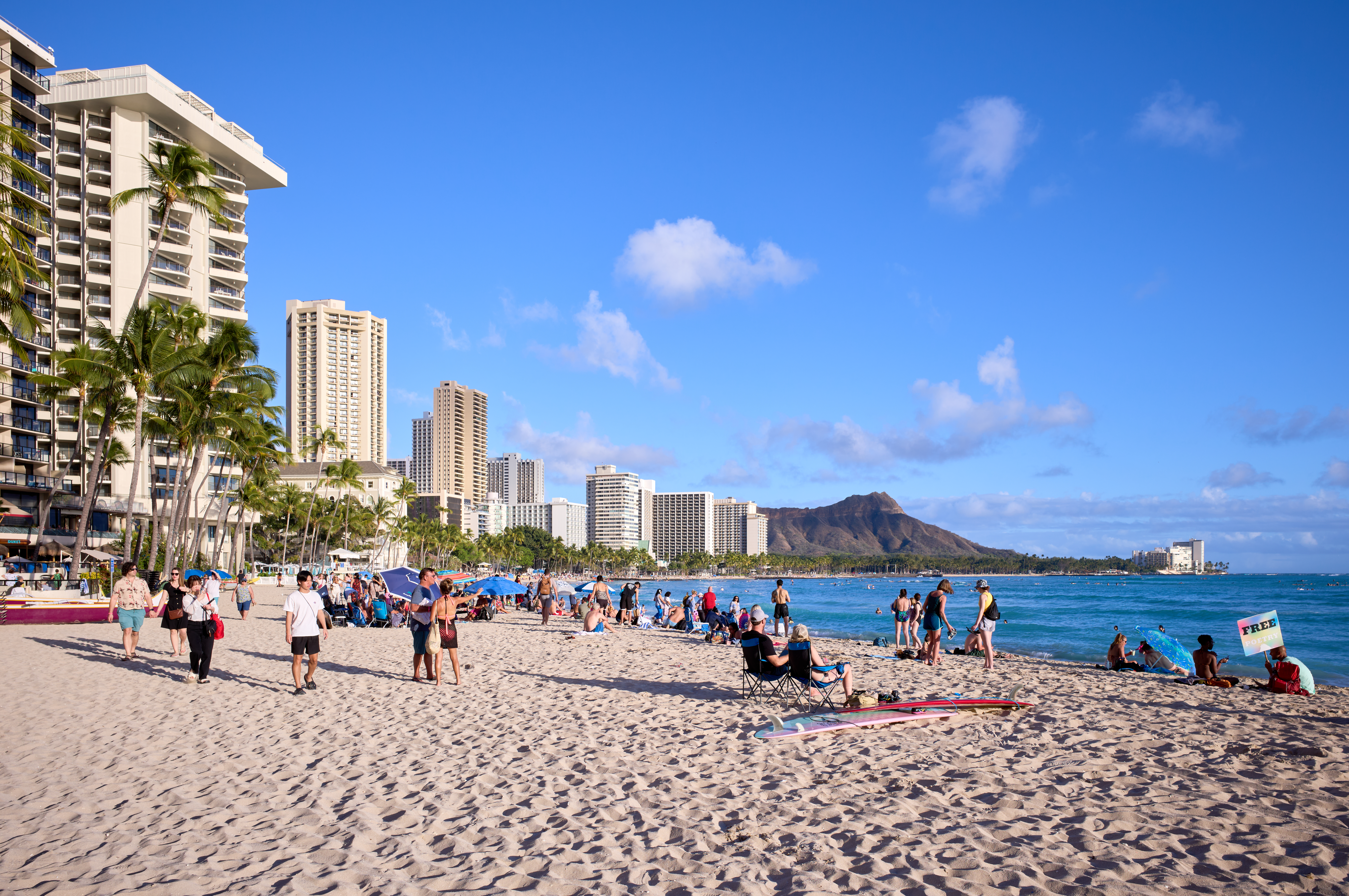
Waikīkī mit Diamond Head im Hintergrund (März 2024)
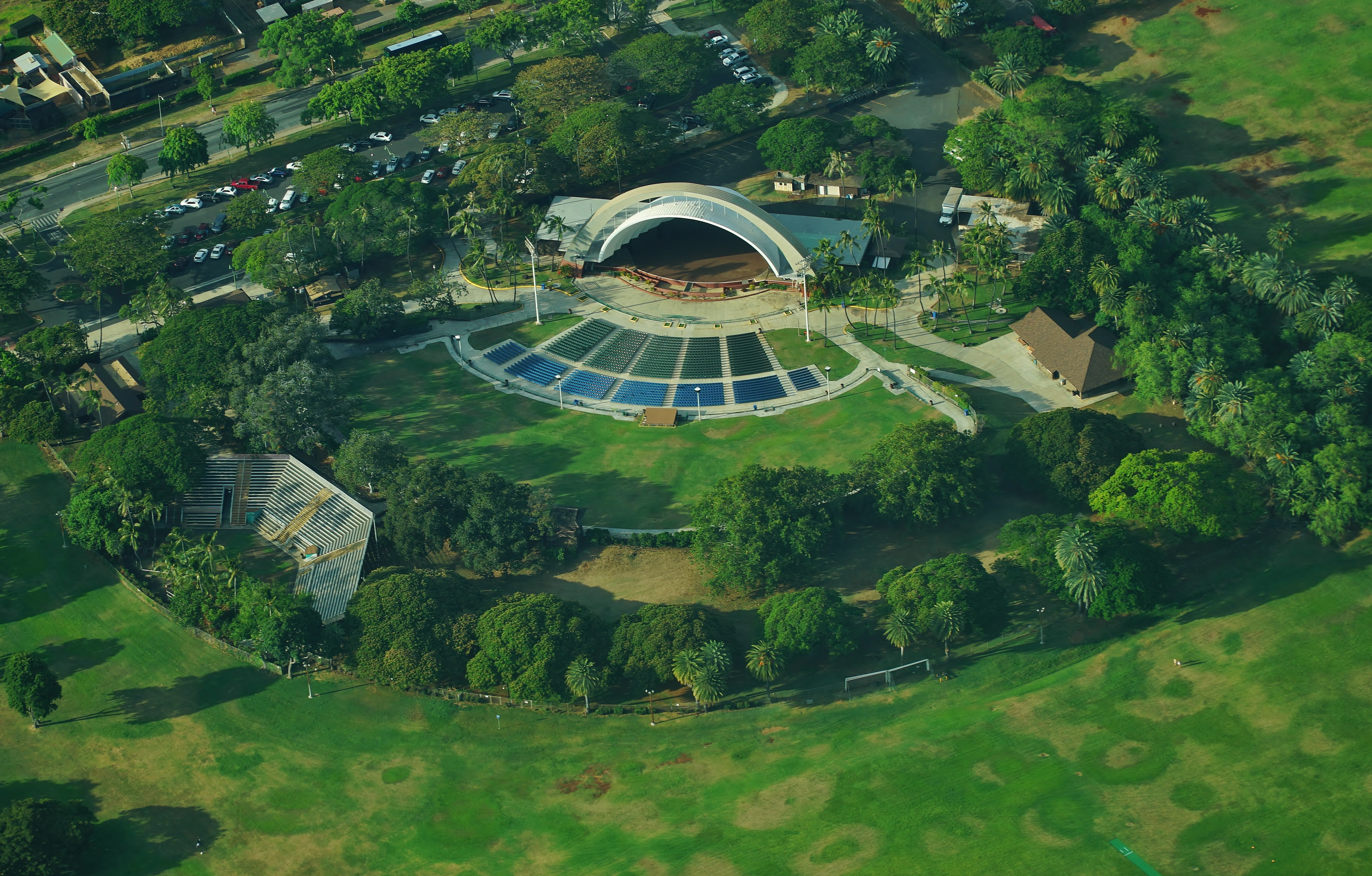
Waikīkī Shell – Amphitheater in Waikīkī mit 2000 Sitz- und 6000 Stehplätzen